# Валтелина
Валтелина (на италиански: Valtellina, на френски: Valteline, Val Teline) е известна долина в Алпите, регион Ломбардия, Италия.
През нея тече река Ада. Има важно стратегическо значение в историята, особено по време на Тридесетгодишната война (1618 – 1648).

## Описание
Започва от подножието на връх Мортарел в Ретийските Алпи. В началото е ориентирана от север на юг в продължение на около 50 км, след това постепенно извива на запад и от селото Трезеида поддържа само тази посока. Общата ѝ дължина е 120 км. Оградена е от масивите Брегалия, Бернина, Ливиньо (от север), Ортлес (от изток) и от Бергамските Алпи (от юг). Има типичната за Алпите U-образна форма (равно дъно и стръмни странични склонове), защото е оформена от някогашен ледник. Завършва при езерото Комо, където се свързва с близката долина Брегалия. В нея се „вливат“ странични по-малки долини, които шеметно се спускат от планините: Вал Маленко (на река Малеро), Валфурва (на река Фродолфо) и др. В долината няма големи градове, освен Сондрио (21 хил. д.). Той и останалите по-значителни селища като Морбеньо, Тирано и Бормио са центрове на местните общини.

## Туризъм
Валтелина е известен винарски район. Местният сорт грозде Киавенаска е вариант на класическото италианско червено грозде Небиоло. Вкусът към виното привлича много туристи всяка година. Все пак най-голямата атракция за туристите е Бернина Експрес - една от най-красивите железопътни линии в планината, която започва от град Тирано и стига до Сент Мориц в Швейцария. Обявена е за част от Списъка на световното културно и природно наследство на ЮНЕСКО. Във високите части на Бормио и Априка е развит ски туризмът. Много често по долината минават състезателите от колоездачната обиолка на Италия, чиято цел е проходът Стелвио - по пътя към долината на река Адидже. Близо до село Гросио се намира известната скала Рупе Магна - монолитният блок с размери 84 м дължина и 35 м височина пази над 5000 гравюри от праисторическата епоха (от ІV до І хилядолетие пр. н. е.).

## История
През вековете долината е принадлежала на Рим, на лангобардите, на франките, на епископа на Комо. Когато започва испанското присъствие в северна Италия, Валтелина придобива голямо значение, защото по нея минава най-прекият и удобен път от Милано до Виена - градове под властта на различните клонове на Хабсбургите. През Тридесетгодишната война протестантите опитват да поставят под контрол този район, за да осуетят взаимодействието между испанци и австрийци. Първоначално това правят швейцарците, после се намесва Франция. През 1623 г. тя сключва съюз със Савоя и Венеция с тази цел. През по-късните епати от войната значението на Валтелина намалява.
Векове по-късно, през 1945 г., когато съюзническото настъпление в Италия е към своя край, Бенито Мусолини и най-верните му сътрудници обсъждат да създадат в долината „последно убежище“. Идеята, макар и примамлива, не е реализирана, тъй като германците вече преговарят за капитулация и ѝ се противопоставят.